# Nikolaos Printesis
Nikolaos Printesis (* 21. Februar 1941 in Vari) ist ein griechischer Geistlicher und emeritierter römisch-katholischer Erzbischof von Naxos, Andros, Tinos und Mykonos und Apostolischer Administrator des Bistums Chios.

## Leben
Nikolaos Printesis empfing am 19. Dezember 1965 das Sakrament der Priesterweihe. 
Am 29. April 1993 ernannte ihn Papst Johannes Paul II. zum Erzbischof von Naxos, Andros, Tinos und Mykonos. Der emeritierte Erzbischof von Naxos, Andros, Tinos und Mykonos, Ioannis Perris, spendete ihm am 4. Juli desselben Jahres die Bischofsweihe; Mitkonsekratoren waren der Erzbischof von Athen, Nikolaos Foskolos, und der Bischof von Syros und Santorini, Frangiskos Papamanolis OFMCap.
Papst Franziskus nahm am 25. Januar 2021 das von Nikolaos Printesis aus Altersgründen vorgebrachte Rücktrittsgesuch an.